# Casón del Buen Retiro
El Casón del Buen Retiro és un dels dos únics edificis que han sobreviscut a la destrucció del Palau del Buen Retiro, del qual pren el nom. És a Madrid. És un dels edificis que conformen el Museu del Prado; durant diverses dècades va acollir les col·leccions de pintura del segle xix (uns 3.000 quadres), així com el Guernica de Picasso. Aquesta cèlebre pintura es va traslladar al Museu Reina Sofia el 1992, i el Casón, després d'anys d'obres, va ser reobert com a centre d'estudis el 2008, mentre les col·leccions del XIX es van reubicar a la seu principal del museu del Prado, gràcies a l'ampliació de Rafael Moneo.